# Eleições parlamentares europeias de 1989 (Espanha)
As eleições parlamentares europeias de 1989 em Espanha foram realizadas a 15 de junho para eleger os 60 deputados nacionais para o Parlamento Europeu.
Numas eleições marcadas pela aliança regional entre o Partido Popular e o Centro Democrático e Social para derrubar governos regionais do PSOE, o Partido Socialista Operário Espanhol foi o grande vencedor das eleições ao obter 39,6% dos votos e 27 deputados.
Os grandes derrotados foram o Partido Popular e o Centro Democrático e Social que, em conjunto, perderam mais de 7% dos votos e 4 deputados em comparação a 1987, algo que levou os dois partidos a desmarcarem-se dos pactos regionais que tinham celebrado anteriormente.
Por fim, destacar os 45,9% de abstenção, a mais alta taxa de abstenção em eleições espanholas até então, algo que favoreceu os partidos menores a elegeram deputados.

## Resultados Nacionais
| Partido                 | Partido                              | Votos      | %               | +/-   | Deputados | +/-     |
| ----------------------- | ------------------------------------ | ---------- | --------------- | ----- | --------- | ------- |
|                         | Partido Socialista Operário Espanhol | 6 275 552  | 39,57 / 100,00  | 0,51  | 27 / 60   | 1       |
|                         | Partido Popular                      | 3 395 015  | 21,41 / 100,00  | 4,13  | 15 / 60   | 2       |
|                         | Centro Democrático e Social          | 1 133 429  | 7,15 / 100,00   | 3,11  | 5 / 60    | 2       |
|                         | Esquerda Unida                       | 961 742    | 6,06 / 100,00   | 0,81  | 4 / 60    | 1       |
|                         | Convergência e União                 | 666 602    | 4,20 / 100,00   | 0,23  | 2 / 60    | 1       |
|                         | Agrupamento Ruiz-Mateos              | 608 560    | 3,84 / 100,00   | Novo  | 2 / 60    | Novo    |
|                         | Coligação Nacionalista               | 303 038    | 1,91 / 100,00   | 0,16  | 1 / 60    | 1       |
|                         | Partido Andalusista                  | 295 047    | 1,86 / 100,00   | 0,90  | 1 / 60    | 1       |
|                         | Esquerda dos Povos                   | 290 286    | 1,83 / 100,00   | 0,47  | 1 / 60    | 1       |
|                         | Herri Batasuna                       | 269 094    | 1,70 / 100,00   | 0,17  | 1 / 60    | Estável |
|                         | Europa dos Povos                     | 238 909    | 1,51 / 100,00   | 0,19  | 1 / 60    | Estável |
|                         | Partido dos Trabalhadores            | 197 095    | 1,24 / 100,00   | 0,08  | 0 / 60    | Estável |
|                         | Lista Verde                          | 164 524    | 1,04 / 100,00   | 0,14  | 0 / 60    | Estável |
|                         | Os Verdes Ecologistas                | 161 903    | 1,02 / 100,00   | Novo  | 0 / 60    | Novo    |
|                         | Outros                               | 696 880    | 4,39 / 100,00   |       | 0 / 60    |         |
| Votos Inválidos         | Votos Inválidos                      | 163 806    | 1,02 / 100,00   | 0,17  |           |         |
| Total                   | Total                                | 16 022 276 | 100,00 / 100,00 |       | 60 / 60   |         |
| Eleitorado/Participação | Eleitorado/Participação              | 29 283 982 | 54,71 / 100,00  | 13,81 |           |         |
| Fonte                   | Fonte                                | [ 5 ]      | [ 5 ]           | [ 5 ] | [ 5 ]     | [ 5 ]   |